# Tsuba

Sur une arme japonaise, et notamment les katana, la garde s'appelle tsuba (鍔),. Son rôle est de protéger la main et de l'empêcher de glisser de la poignée (tsuka) sur le tranchant de la lame, d'en assurer l'équilibre par contrepoids, et enfin de parfaire les techniques de défense d'un tantō.

## Aspects
Il existe deux catégories de tsuba, celui en fer (tetsu) et celui en métaux mous (kinko), composés d'une grande variété d'alliages. Le shakudo, de couleur bleu nuit en cuivre et or ; le sentoku, de couleur marron en cuivre, zinc et plomb ; le shibuichi, souvent gris, en cuivre et argent. Le tsuba est souvent de forme circulaire, mais peut également avoir une forme carrée, hexagonale ou rectangulaire. La surface est généralement sculptée, décorée ou ajourée (sukashi).
On distingue plusieurs particularités sur le tsuba, chacune ayant une fonction précise :
- le nagako-ana : ouverture centrale, de forme plus ou moins triangulaire, servant à passer la lame du sabre.
- le kozuka-hitsu : trou dans lequel on glisse un kogatana, qui était une réplique de la lame du katana mais à petite échelle (pour des raisons pratiques). En effet, kogatana est composé de ko, qui signifie « court gatana », qui est une variante phonétique de katana. Il servait à tous les usages courants du samouraï ;
- le kogai-hitsu : trou permettant le rangement du kogai, une paire de pointes ayant de nombreuses utilisations : arme blanche, baguettes, épingles à cheveux, grattoir pour nettoyer les sabots des chevaux ou encore outil pour les armures.

## Historique
Les premiers rares tsuba remontent au VIe siècle, fabriqués par l'école de Shitogi, mais deviennent plus fréquents à partir de la période de Nara au VIIIe siècle. De forme beaucoup plus simple (goutte d'eau), ils étaient généralement composés d'un alliage de cuivre ou de fer. Jusqu'aux époques Muromachi (1336-1573) et Azuchi Momoyama (1573-1603), le tsuba a une fonction purement défensive et n'était donc qu'un simple cercle de métal nu.
À partir de l'époque d'Edo (1600-1868), on commença à forger des tsuba à l'esthétique bien plus travaillée. Il devient objet décoratif montrant le niveau social de son possesseur. Au XVIIe siècle se développe une nouvelle technique de forge destinée à la fabrication des tsuba : le mokume-gane.
Parmi les facteurs de tsuba les plus célèbres, il faut citer l'école de Gotō, fondée par Gotō Yūjō (1453-1512) dont les tsuba étaient utilisés essentiellement pour les sabres de cérémonies.
Certains tsuba sont finement décorés et font l'objet de collections.
On a également fabriqué des tsuba en bois ou en ivoire finement travaillés, qui n'étaient montés sur le sabre que pour des évènements publics.

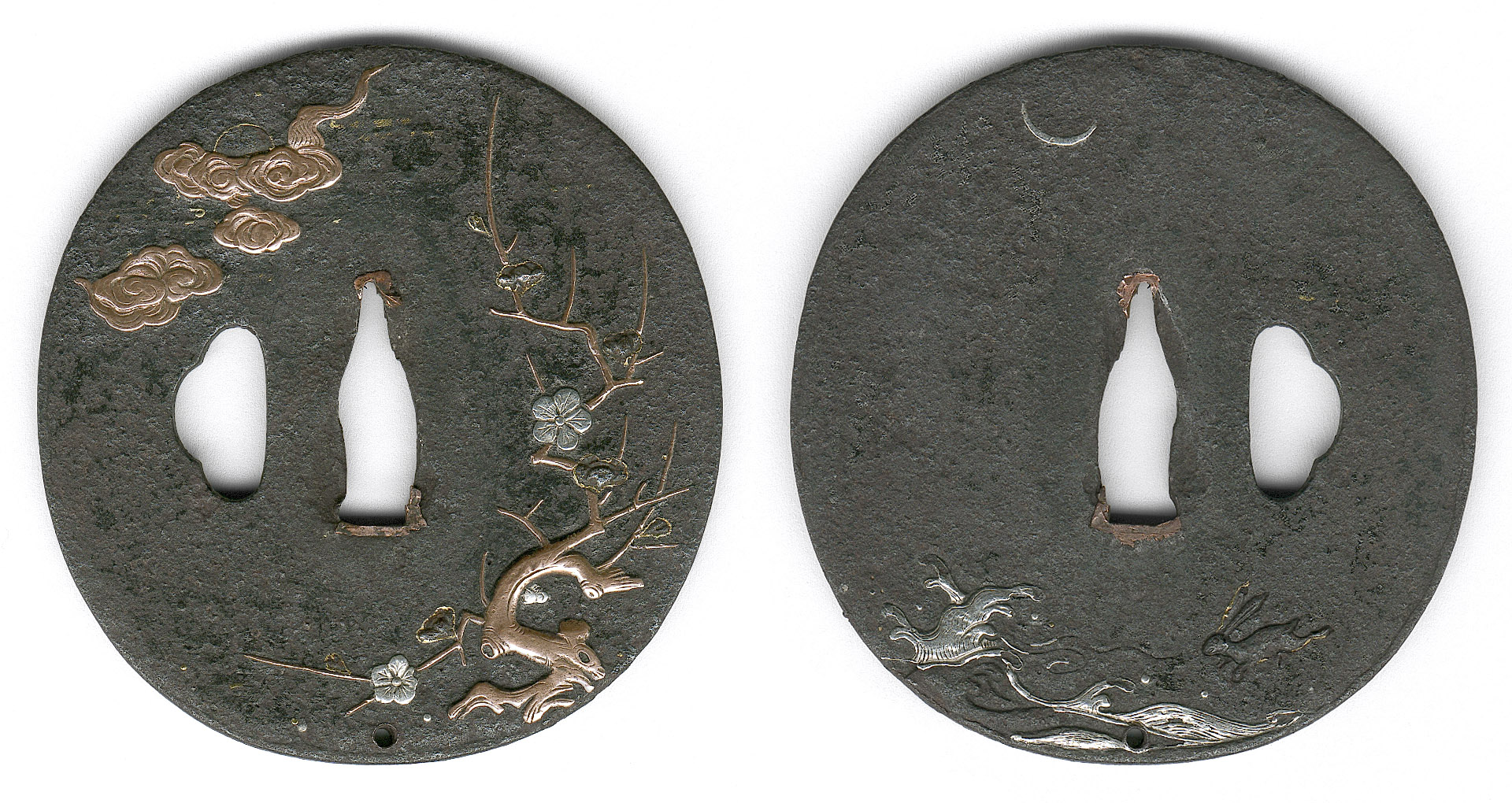
Tsuba avec motif floral et animalier en incrustation.
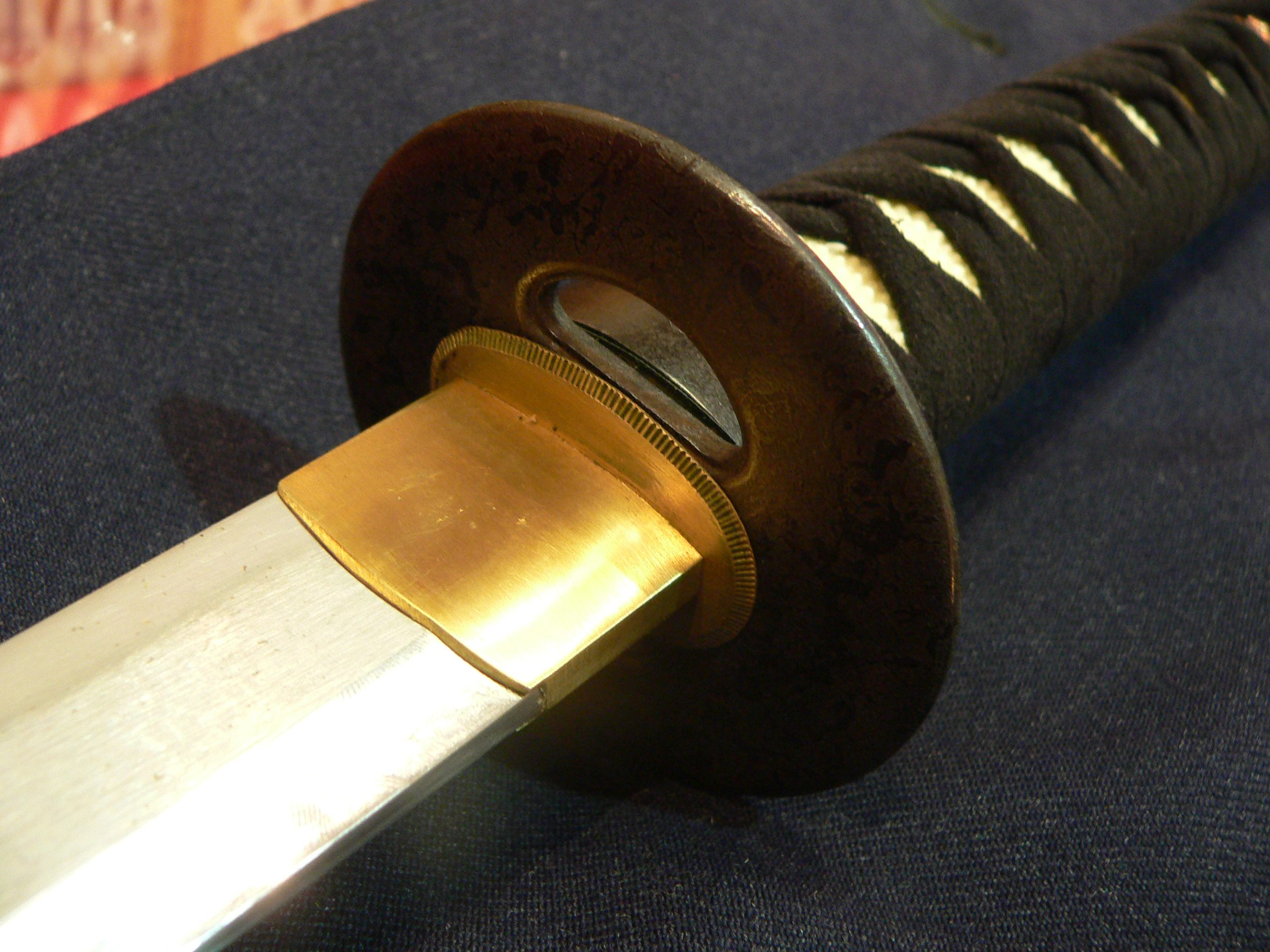
Tsuba simple sur un katana moderne.
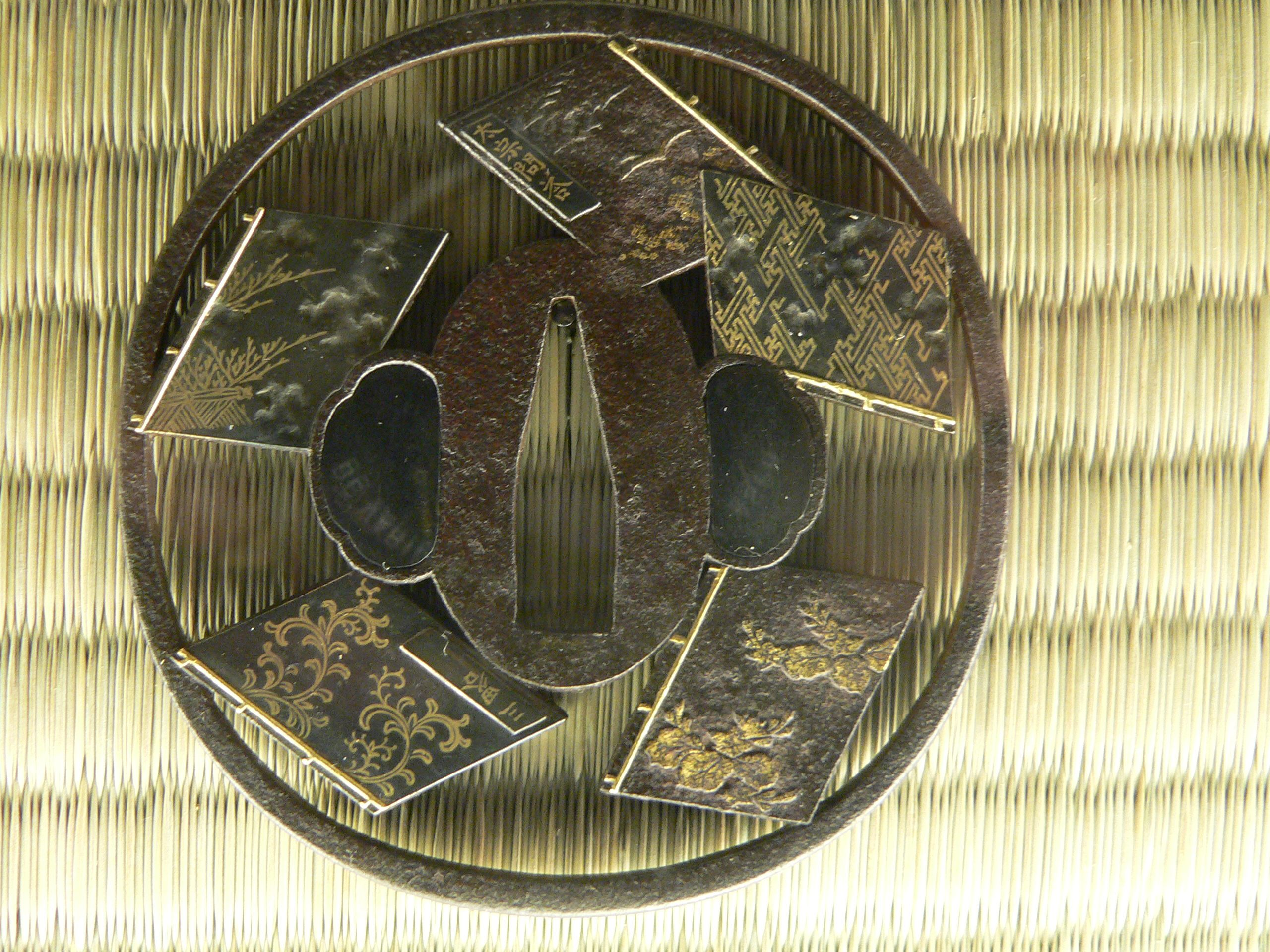
Tsuba avec divers motifs et quelques Kanji, sur le haut de la pièce
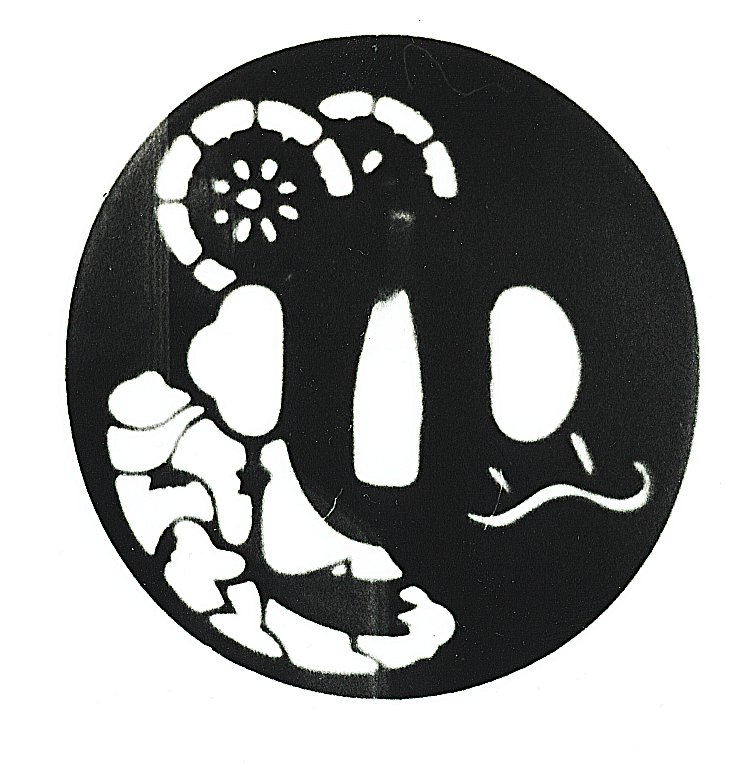
Tsuba de la période Edo au musée Guimet à Paris.